# آریک ویلیج (تگزاس)
آریک ویلیج (به انگلیسی: Arick Village) یک منطقهٔ مسکونی در ایالات متحده آمریکا است که در شهرستان بروستر، تگزاس واقع شده است. آریک ویلیج ۵۵۰ نفر جمعیت دارد.